# Поленци
Поленци (словен. Polenci) је насељено место у општини Дорнава, Подравска регија, Словенија.

## Историја
До територијалне реорганизације у Словенији били су у саставу старе општине Птуј.

## Становништво
У попису становништва из 2011. године, Поленци су имали 210 становника.
| Број становника према пописима | Број становника према пописима | Број становника према пописима |
| ------------------------------ | ------------------------------ | ------------------------------ |
| 1991                           | 2002                           | 2011                           |
| 170                            | 182                            | 210                            |